# Jerzy Podbrożny
Jerzy Piotr Podbrożny (ur. 17 grudnia 1966 w Przemyślu) – polski piłkarz występujący na pozycji napastnika. Trener i menadżer piłkarski.

## Kariera zawodnicza
Wychowanek Polnej Przemyśl, od połowy 1983 zawodnik drużyny seniorskiej w tym klubie.
Był dwukrotnym królem strzelców polskiej Ekstraklasy w barwach Lecha Poznań w latach: 1992 (wspólnie z Mirosławem Waligórą) i 1993. Jerzy Podbrożny jest 11 w rankingu najlepszych strzelców wszech czasów polskiej ekstraklasy z liczbą 122 bramek (Igloopol Dębica 7, Lech Poznań 48, Legia Warszawa 45, Zagłębie Lubin 11, Pogoń Szczecin 6, Amica Wronki 1, Widzew Łódź 4). Wyprzedza takich graczy jak Grzegorz Lato, Ernest Wilimowski i Maciej Żurawski. Był uczestnikiem Ligi Mistrzów w barwach Legii Warszawa (1995–1996).
W czasie swojej długoletniej kariery Jerzy Podbrożny grał także w dwóch hiszpańskich zespołach – CP Merida i CD Toledo oraz w amerykańskim Chicago Fire. Po sezonie 2003–2004, spędzonym w Świcie Nowy Dwór Mazowiecki, ogłosił zakończenie kariery.
Na rundę jesienną 2005–2006 zdecydował się powrócić jednak na boisko, reprezentując barwy Victorii Września.
W reprezentacji Polski rozegrał 6 spotkań, nie strzelając gola.
Pseudonim boiskowy Guma otrzymał od starszego kolegi, za którego sprawą podjął treningi w Polnej Przemyśl; w późniejszym czasie zyskał także przydomek Gumiś w trakcie gry w Poznaniu.

## Kariera trenerska
W 2005 roku rozpoczął karierę szkoleniowca.
- 2005 CWKS Legia Warszawa (runda jesienna)[4]
- 2006 Świt Nowy Dwór Mazowiecki (pierwszy trener)
- 2005–2006 Futsalowa Reprezentacja Polski U-21
- 2006 Śląsk Wrocław (drugi trener)
- 2006 Piast Piastów
- 2008 Orkan Sochaczew
- 2012 Orzeł Kampinos
- 2015 Promyk Nowa Sucha

Do końca 2011 był dyrektorem sportowym w Resovii.

## Działalność polityczna
W wyborach parlamentarnych w 2015 kandydował do sejmu z list Platformy Obywatelskiej; otrzymał 328 głosów i nie uzyskał mandatu.